# Collet de Morei
El Collet de Morei és una collada a cavall dels termes municipals de Capellades i de la Torre de Claramunt, a la comarca de l'Anoia.
Està situat al sud-oest de Capellades, just a ponent de la cruïlla de les carreteres C-244 i BV-2135. Hi passa la segona, d'aquestes dues carreteres.